# Rhynoptera studeri
Espèce
Rhynoptera studeri est une espèce éteinte de raies de la famille des Rhinopteridae.

## Description
Ces restes fossilisés sont présents dans les faluns de Bretagne (calcaire du Quiou).

## Publication originale
- Louis Agassiz, 1843 : « Recherches Sur Les Poissons Fossiles ». Tome III (livr. 15-16). Imprimerie de Petitpierre, Neuchatel 157-390